# Stadionul Dinamo (Chișinău)
Stadionul Dinamo este un stadion multifuncțional în Chișinău, Republica Moldova. Stadionul are o capacitate de 2.692 de locuri.